# Nemesia platysepala
Nemesia platysepala är en flenörtsväxtart som beskrevs av Friedrich Ludwig Diels. Nemesia platysepala ingår i släktet nemesior, och familjen flenörtsväxter. Inga underarter finns listade i Catalogue of Life.